# Сукуб
В средновековните вярвания суку̀б или суку̀бус (мн.ч. сукуби, но не и сукубуси) е женски демон, който се съвкуплява с мъже. Думата произлиза от латинското succumbere — „лежащ отдолу“ или „който лежи отдолу“. Сукубът е антиподът на инкуба.
Сукубите са женски демони, залегнали в юдейската и християнската митологии. Според тези традиции сукубите се хранят с жизнената енергия на спящите мъже, с които се съвкупляват. Легендите гласят, че когато сукуб преспи с мъж, мъжът няма спомени за това и може да приеме събитието най-много като сън.
В християнството нощните „грешни“ сънища често са приписвани на посещението на сукуб.
Един от разпространените митове е, че инкубът е безполов демон. Той приема първо формата на сукуб, преспива с мъж, поема семето му в себе си, превръща се в инкуб и накрая опложда с това семе жената.
През Средновековието често след хетеросексуални контакти мъжете бивали обвинени в умишлено извършване на полов акт с дявола (т.е. сукуб) и в подчинение на дявола.